# Magasin 4
Le Magasin 4 est une salle de concert bruxelloise de musiques underground.

## Historique
La salle de concert ouvre en décembre 1994. Son nom vient de celle de son adresse d'origine : 4, rue du Magasin. Le premier groupe a y jouer est Pierre Vervloesem Band. Par la suite, des groupes comme Grotus, The Flaming Lips, Lofofora, Mass Hysteria ou encore Ludwig von 88 y donneront au moins un concert. L'emplacement d'origine ferme en juin 2008.
La salle déménage au 51B, Avenue du Port, près du Canal Bruxelles-Charleroi, en face de Tour & Taxis, et rouvre le 3 octobre 2009. Située dans la zone de construction du nouveau parc Béco en 2023, la salle doit être démolie. Elle y organise ses derniers concerts en février 2023, Un nouveau bâtiment est en construction sur un terrain situé à l’angle de l’avenue du Port et de la rue de l’Entrepôt,,.
Elle reprend ses activités en mars 2024 dans un lieu temporaire à Anderlecht au 158, rue des goujons

## Accès
| ___ | Ce site est desservi par la station de métro : Yser. |